# بیان‌الملک
بیان‌الملک سیاست‌مدار ایرانی بود، که در  دوره چهارم  به‌عنوان نماینده اراک در مجلس شورای ملی حضور داشت.